# هيلين وارد
هيلين وارد (بالإنجليزية: Helen Ward) (و. 1986  م) هي لاعبة كرة قدم، من المملكة المتحدة، تلعب كمُهَاجِمَة.

## روابط خارجية
- هيلين وارد على موقع الاتحاد الأوربي (الإنجليزية)
- هيلين وارد على موقع قاعدة بيانات كرة القدم.إي يو (الإنجليزية)
- هيلين وارد على موقع Soccerway.com (الإنجليزية)